# 9. ceremonia wręczenia Oscarów
9. ceremonia rozdania Oscarów odbyła się 4 marca 1937 roku w Hotelu Biltmore w Los Angeles. Mistrzem ceremonii był George Jessel.

## Laureaci i nominowani
Dla wyróżnienia zwycięzców poszczególnych kategorii, napisano ich pogrubioną czcionką oraz umieszczono na przedzie (tj. poza kolejnością nominacji na oficjalnych listach).

### Najlepszy Film
- Wytwórnia: Metro-Goldwyn-Mayer − Wielki Ziegfeld
- Wytwórnia: Warner Bros. − Anthony Adverse
- Wytwórnia: Samuel Goldwyn Studio − Dodsworth
- Wytwórnia: Metro-Goldwyn-Mayer − Romantyczna pułapka
- Wytwórnia: Columbia − Pan z milionami
- Wytwórnia: Metro-Goldwyn-Mayer − Romeo i Julia
- Wytwórnia: Metro-Goldwyn-Mayer − San Francisco
- Wytwórnia: Cosmopolitan Productions − Pasteur
- Wytwórnia: Metro-Goldwyn-Mayer − Opowieść o dwóch miastach
- Wytwórnia: Universal Studios − Penny

### Najlepszy Aktor
- Paul Muni − Pasteur
- Gary Cooper − Pan z milionami
- Walter Huston − Dodsworth
- William Powell − Mój pan mąż
- Spencer Tracy − San Francisco

### Najlepsza Aktorka
- Luise Rainer  − Wielki Ziegfeld
- Irene Dunne − Teodora robi karierę
- Gladys George − Valiant Is the Word for Carrie
- Carole Lombard − Mój pan mąż
- Norma Shearer − Romeo i Julia

### Najlepszy Aktor Drugoplanowy
- Walter Brennan − Prawo młodości
- Mischa Auer − Mój pan mąż
- Stuart Erwin − Pigskin Parade
- Basil Rathbone − Romeo i Julia
- Akim Tamiroff − Żółty skarb

### Najlepsza Aktorka Drugoplanowa
- Gale Sondergaard − Anthony Adverse
- Beulah Bondi − Tylko raz kochała
- Alice Brady − Mój pan mąż
- Bonita Granville − Ich troje
- Marija Uspienskaja − Dodsworth

### Najlepszy Reżyser
- Frank Capra − Pan z milionami
- William Wyler − Dodsworth
- Robert Z. Leonard − Wielki Ziegfeld
- Gregory La Cava − Mój pan mąż
- W.S. Van Dyke − San Francisco

### Najlepsze materiały do scenariusza
- Pierre Collings i Sheridan Gibney − Pasteur
- Norman Krasna − Jestem niewinny
- William Anthony McGuire − Wielki Ziegfeld
- Robert Hopkins − San Francisco
- Adele Comandini − Penny

### Najlepszy Scenariusz Adaptowany
- Pierre Collings i Sheridan Gibney − Pasteur
- Frances Goodrich i Albert Hackett − Od wtorku do czwartku
- Sidney Howard − Dodsworth
- Robert Riskin − Pan z milionami
- Eric Hatch i Morris Ryskind − Mój pan mąż

### Najlepsze Zdjęcia
- Tony Gaudio − Anthony Adverse
- Victor Milner − Żółty skarb
- George Folsey − Tylko raz kochała

### Najlepsza Scenografia i Dekoracja Wnętrz
- Richard Day − Dodsworth
- Anton Grot − Anthony Adverse
- Cedric Gibbons, Eddie Imazu i Edwin B. Willis − Wielki Ziegfeld
- William S. Darling − Trafalgar
- Albert S. D’Agostino i Jack Otterson − Brutal
- Cedric Gibbons, Frederic Hope i Edwin B. Willis − Romeo i Julia
- Perry Ferguson − Żywe cienie

### Najlepszy Dźwięk
- Metro-Goldwyn-Mayer Studio Sound Department, szef studia: Douglas Shearer − San Francisco
- 20th Century-Fox Studio Sound Department, szef studia: E.H. Hansen − Banjo na moich kolanach
- Warner Bros. Studio Sound Department, szef studia: Nathan Levinson − Szarża lekkiej brygady
- United Artists Studio Sound Department, szef studia: Thomas T. Moulton − Dodsworth
- Hal Roach Studio Sound Department, szef studia: Elmer A. Raguse − General Spanky
- Columbia Studio Sound Department, szef studia: John Livadary − Pan z milionami
- Paramount Studio Sound Department, szef studia: Franklin B. Hansen − Legia zatraceńców
- RKO Radio Studio Sound Department, szef studia: J.O. Aalberg − That Girl from Paris
- Universal Studio Sound Department, szef studia: Homer G. Tasker − Penny

### Najlepsza Piosenka
- „The Way You Look Tonight” − Lekkoduch − muzyka: Jerome Kern, słowa: Dorothy Fields
- „Did I Remember” − Suzy − muzyka: Walter Donaldson, słowa: Harold Adamson
- „I've Got You Under My Skin” − Królowa tańca − muzyka i słowa: Cole Porter
- „A Melody from the Sky” − Szlak Samotnej Sosny − muzyka: Louis Alter, słowa: Sidney Mitchell
- „Pennies from Heaven” − Miedziaki z nieba − muyzka: Arthur Johnston, słowa: Johnny Burke
- „When Did You Leave Heaven” − Kariera panny Joanny − muzyka: Richard A. Whithing, słowa: Walter Bullock

### Najlepsza Muzyka
- Warner Bros. Studio Music Department, szef studia: Leo Forbstein, muzyka: Erich Wolfgang Korngold − Anthony Adverse
- Warner Bros. Studio Music Department, szef studia: Leo Forbstein, muzyka: Max Steiner. − Szarża lekkiej brygady
- Selznick International Pictures Music Department, szef studia: Max Steiner, muzyka: Max Steiner − Ogród Allaha
- Paramount Studio Music Department, szef studia: Boris Morros, muzyka: Werner Janssen − Żółty skarb
- RKO Radio Studio Music Department, szef studia: Nathaniel Shilkret, muzyka: Nathaniel Shilkret − Żywe cienie

### Najlepszy Montaż
- Ralph Dawson − Anthony Adverse
- Edward Curtiss − Prawo młodości
- William S. Gray − Wielki Ziegfeld
- Barbara McLean − Trafalgar
- Conrad A. Nervig − Opowieść o dwóch miastach
- Otto Meyer − Teodora robi karierę

### Najlepszy Asystent Reżysera
- Jack Sullivan − Szarża lekkiej brygady
- William Cannon − Anthony Adverse
- Eric G. Stacey − Ogród Allaha
- Clem Beauchamp − Ostatni Mohikanin
- Joseph Newman − San Francisco

### Najlepszy Reżyser Numeru Tanecznego
- Seymour Felix − „A Pretty Girl Is Like a Melody” z filmu Wielki Ziegfeld
- Busby Berkeley − „Love and War” z filmu Gold Diggers of 1937
- Bobby Connolly − „1000 Love Songs” z filmu Cain i Mabel
- Dave Gould − „Swingin’ the Jinx” z filmu Królowa tańca
- Jack Haskell − „Skating Ensemble” z filmu One in a Million
- Russell Lewis − „The Finale” z filmu Tańczący pirat
- Hermes Pan − „Bojangles” z filmu Lekkoduch

### Najlepszy Krótkometrażowy Film Animowany
- Walt Disney − Kuzyn ze wsi (z serii Silly Symphonies)
- Harman-Ising Pictures − The Old Mill Pond (z serii Happy Harmonies)
- Paramount − Sinbad the Sailor (z serii ComiColor Cartoons)

### Najlepszy Krótkometrażowy Film na Jednej Rolce
- Hal Roach − Bored of Education (z serii Our Gang)
- Paramount − Moscow Moods (z serii Headliners)
- Pete Smith − Wanted, a Master (z serii Pete Smith Specialties)

### Najlepszy Krótkometrażowy Film na Dwóch Rolkach
- Metro-Goldwyn-Mayer − The Public Pays (z serii Crime Doesn't Pay)
- Warner Bros. − Double or Nothing (z serii Broadway Brevities)
- RKO Radio Pictures − Dummy Ache (z serii Edgar Kennedy Comedies)

### Najlepszy Krótkometrażowy Film Kolorowy
- Warner Bros. − Give Me Liberty (z serii Broadway Brevities)
- Metro-Goldwyn-Mayer − La Fiesta de Santa Barbara (z serii Musical Revues)
- Paramount − Popular Science J-6-2

### Oscary honorowe i specjalne
- March of Time − za rewolucyjny wkład do kroniki filmowej i wkład w rozwój sztuki filmowej
- W. Howard Greene i Harold Rosson − za zastosowanie kolorowych zdjęć w filmie Ogród Allaha

### Nagrody Naukowe i Techniczne

#### Klasa I
- Douglas Shearer i Metro-Goldwyn-Mayer Studio Sound Department − za rozwój praktycznego dwukierunkowego systemu głośników i systemu rejestracji dźwięku push-pull klasy A

#### Klasa II
- E.C. Wente i Bell Telephone Laboratories − za wielokomorowy głośnik tubowy wysokiej częstotliwości i odbiornik
- RCA Manufacturing Company Inc. – za obrotowy stabilizator dźwięku

#### Klasa III
- RCA Manufacturing Company Inc. − za rozwój metody zapisu i drukowania dźwięku wykorzystującej ograniczoną częstotliwość (tzw. zapis ultrafioletowy)
- Electrical Research Products Inc. − za przenośny kanał zapisu ERPI „Type Q”
- RCA Manufacturing Company Inc. − za projekt i specyfikację drukarki non-slip
- United Artists Studio Corporation − za rozwój praktycznej, wydajnej i cichej maszyny wiatrowej